# Damian McCarthy
Damian Mc Carthy (nascut el gener de 1981) és un director de cinema i guionista irlandès.. És conegut sobretot pels seus llargmetratges de  baix pressupost de terror psicològic Caveat (2020) i Oddity (2024).

## Filmografia
Llargmetratges
- Caveat (2020)
- Oddity (2024)
- Hokum (TBD)[9]

Curtmetratges
- The Roommate (2003) [pel·lícula d'estudiant]
- He Dies at the End (2008)
- Hatch (2009)
- Hungry Hickory (2010)
- Never Ever Open It (2011)
- How Olin Lost His Eye (2013)
- Hands (2017)